# Pseudhesperosuchus
Pseudhesperosuchus (betekent 'onechte Hesperosuchus') is een geslacht van uitgestorven Sphenosuchia, een soort basaal in de Crocodylomorpha, de clade die de krokodilachtigen en hun naaste verwanten omvat. Het is bekend van een gedeeltelijk skelet en schedel gevonden in rotsen van de Los Coloradosformatie van het Ischigualasto-Villa Unión Basin uit het Laat-Trias (Norien) van het noordwesten van Argentinië.

## Geschiedenis
Pseudhesperosuchus is gebaseerd op holotype PVL 3830. Dit exemplaar bestaat uit een schedel en onderkaken, het grootste deel van de wervelkolom, de schoudergordel en delen van de armen en achterpoten. De schedel, hoewel bijna compleet, is slecht bewaard gebleven en sommige botten en beennaden zijn in de loop der jaren verkeerd geïdentificeerd. 
Het geslacht werd in 1969 benoemd door José Fernando Bonaparte. De typesoort is Pseudhesperosuchus jachaleri. De geslachtsnaam verwijst naar het feit dat het dier slechts op Hesperosuchus lijkt. Het geslacht wordt soms verkeerd gespeld als Pseudohesperosuchus, zoals in Carroll (1988), wat inderdaad een gebruikelijker combinatie zou zijn. De soortaanduiding verwijst naar het departement Jáchal: de inwoners daarvan heten jachal(l)eros.

## Beschrijving
Pseudohesperosuchus is ruim twee meter lang.
De snuit is langwerpig en spits. De neusgaten zijn klein en voorwaarts geplaatst, hoog op de punt van de snuit. De oogkassen zijn groot. De balk tussen het bovenste en onderste slaapvenster is overdwars zeer dun maar verticaal hoog. Dit schept een soort van postorbitale kam die naar achteren eerst naar beneden loopt en daarna weer omhoog buigt over het squamosum.
De middenhandsbeenderen en middenvoetsbeenderen zijn extreem lang, relatief langer ten opzichte van de romp dan bij alle andere bekende Archosauria.

## Fylogenie
Een fylogenetische analyse uit 2002 van de Sphenosuchia, uitgevoerd door James Clark en Hans-Dieter Sues, vond geen eenduidige positie voor Pseudhesperosuchus, net als verschillende andere Sphenosuchia, welke noch dichter bij echte krokodillen noch dichter bij Sphenosuchus staan. 